# Bruce Man Son Hing
Bruce Man Son Hing (* 13. April 1964 in Grenada, Kleine Antillen) ist ein ehemaliger US-amerikanischer Tennisspieler.

## Leben
Man Son Hing wuchs auf dem Inselstaat Grenada auf. Als er neun Jahre alt war, zog seine Familie zunächst nach Los Angeles und kurz darauf nach Glendale. Zu diesem Zeitpunkt nahm er auch das Tennisspiel auf. Er studierte zwischen 1982 und 1986 Sozialwissenschaften an der UC Irvine, wo er in den letzten Studienjahren die interne Rangliste der Tennisspieler anführte.
Zwischen 1988 und 1989 spielte er als Tennisprofi auf der ATP Tour. Seine größten Erfolge feierte er dabei im Doppel mit seinem Partner John Letts. Gemeinsam gewannen sie 1989 das ATP-Challenger-Turnier von Nagoya und standen im Finale der ATP-Turniere von Seoul und Auckland. Sein bestes Einzelresultat war die Teilnahme am Halbfinale der Challenger-Turniers von San Luis Potosí, wo er in drei Sätzen Jorge Lozano unterlag. Die höchste Notierung in der Tennisweltrangliste erreichte er 1988 mit Position 305 im Einzel sowie 1989 mit Position 132 im Doppel.
Im Einzel konnte er sich nie für ein Grand-Slam-Turnier qualifizieren. In der Doppelkonkurrenz erreichte er die zweite Runde der Australian Open und von Wimbledon. Zudem stand er bei den French Open und in Wimbledon in der ersten Runde der Mixed-Konkurrenz.

## Erfolge
| Legende                       |
| Grand Slam                    |
| Tennis Masters Cup            |
| ATP Masters Series            |
| ATP International Series Gold |
| ATP International Series      |
| ATP Challenger Series (1)     |

### Doppel

#### Turniersiege
| Nr. | Datum          | Turnier | Belag     | Partner    | Finalgegner                     | Ergebnis      |
| --- | -------------- | ------- | --------- | ---------- | ------------------------------- | ------------- |
| 1.  | 30. April 1989 | Nagoya  | Hartplatz | John Letts | Ramesh Krishnan Jonathan Canter | 7:5, 4:6, 6:0 |

#### Finalteilnahmen
| Nr. | Datum           | Turnier  | Belag     | Partner    | Finalgegner              | Ergebnis |
| --- | --------------- | -------- | --------- | ---------- | ------------------------ | -------- |
| 1.  | 15. Januar 1989 | Auckland | Hartplatz | John Letts | Steve Guy Shūzō Matsuoka | 6:7, 6:7 |
| 2.  | 16. April 1989  | Seoul    | Hartplatz | John Letts | Scott Davis Paul Wekesa  | 2:6, 4:6 |